# Trevenzuolo
Trevenzuolo är en ort och kommun i provinsen Verona i regionen Veneto i Italien. Kommunen hade 2 780 invånare (2018).